# Nemi
Nemi, Nemijské jezero nebo Dianino jezero (italsky Lago di Nemi) je vulkanické jezero v Albanských horách v Itálii, zhruba 30 km jižně od Říma. Leží v nadmořské výšce 316 m, rozlohu má 1,67 km² a největší hloubku 33 metrů.

## Historie
Ve starém Římě byl na břehu jezera posvátný háj zasvěcený bohyni Dianě, kde se konaly náboženské slavnosti Nemoralia. Jezero si oblíbil císař Caligula, který nechal na jeho hladinu spustit dvě 70 m dlouhé lodě, které byly divem tehdejšího světa. Později byly lodě potopeny, v roce 1928 nechal inženýr Guido Ucelli jezero vypustit, lodě byly vyzvednuty, opraveny a umístěny v muzeu, zničeném za druhé světové války.

## Využití
- Malebné okolí jezera inspirovalo četné umělce: William Turner, George Inness, John Robert Cozens.
- Můžeme ho najít v misi Outgunned ve hře Assassin's Creed: Brotherhood.